# 王橋路車站 (IRT傑羅姆大道線)
王橋路車站（英語：Kingsbridge Road station）是紐約地鐵IRT傑羅姆大道線高架段翻新後的慢車地鐵站，位於布朗克斯王橋路及傑羅姆大道交界，設有4號線（任何時候停站）列車服務。

## 車站結構
| 月台層 | 側式月台 | 側式月台                                                  |
| 月台層 | 北行慢車 | ← 往伍德羅恩 (貝德福德公園林蔭路-雷曼學院)                |
| 月台層 | 尖峰快車 | → 無定期服務                                              |
| 月台層 | 南行慢車 | → 往皇冠高地-猶提卡大道 (深夜往新地段大道) (福德漢姆路) → |
| 月台層 | 側式月台 |                                                           |
| 夾層   | 夾層     | 閘機、車站詢問處、Metrocard自動售票機                     |
| Ground | 街道層   | 出入口                                                    |

此站設有兩個側式月台和三條軌道，中央軌道不營運。此站是一個典型的IRT的高架車站。車站以西即設有王橋軍火庫。
王橋路車站原先於1917年6月2日啟用，並為北端總站，直至1918年4月15日路線北延至伍德羅恩。

## 外部連結
- 维基共享资源上的相關多媒體資源：王橋路車站
- nycsubway.org—IRT Woodlawn Line: Kingsbridge Road
- nycsubway.org — Urban Motif Artwork by Mario M. Muller (2006) （页面存档备份，存于）
- Station Reporter — 4 Train
- The Subway Nut — Kingsbridge Road Pictures （页面存档备份，存于）
- MTA's Arts For Transit — Kingsbridge Road (IRT Jerome Avenue Line)
- Kingsbridge Road entrance from Google Maps Street View
- Platforms from Google Maps Street View